# Dicranosepsis tibialis
Dicranosepsis tibialis är en tvåvingeart som beskrevs av Iwasa och Tewari 1991. Dicranosepsis tibialis ingår i släktet Dicranosepsis och familjen svängflugor. Inga underarter finns listade i Catalogue of Life.